# Bdallophyton oxylepis
Bdallophyton oxylepis är en tvåhjärtbladig växtart som först beskrevs av B. L. Robinson, och fick sitt nu gällande namn av Hermann August Theodor Harms. Bdallophyton oxylepis ingår i släktet Bdallophyton och familjen Cytinaceae. Inga underarter finns listade i Catalogue of Life.